# قزل‌قایه (گدابیگ)
قزل‌قایه (به لاتین: Qızılqaya، تا سال ۲۰۱۵ ینی‌کند Yenikənd) یک منطقه مسکونی در جمهوری آذربایجان است که در شهرستان گدابیگ واقع شده است.  قزل‌قایه ۱۱۹ نفر جمعیت دارد.